# Прапор Придністров'я
Прапор Придністровської Молдавської Республіки є варіантом прапора Молдавської Радянської Соціалістичної Республіки. Сучасну форму було прийнято 25 липня 2000 року Законом про державну символіку.

## Історія
Після припинення існування СРСР 1991 року і проголошення незалежності Молдови, було прийнято новий прапор країни. У деяких містах Придністров'я відмовилися використовувати цей новий прапор, натомість продовживши використання радянського стягу. В серпні 1991 року уряд ПМР відібрав дві версії майбутнього прапора республіки:
- аналогічний прапору МРСР 1952 року;
- прапор із трьох горизонтальних смуг: червоної (половина ширини), блакитної (1/6 ширини) і зеленої; у верхній частині червоної смуги золоті серп, молот та червона обрамлена зірка[1].

2 вересня 1991 було прийнято перший варіант прапора, а також герб МРСР із деякими змінами: додаткові блакитні та білі хвилясті смуги над червоною стрічкою з написом «ПМРСР. РССНМ. ПМССР». 2000 року прапор було офіційно закріплено як прапор Придністров'я.

## Використання

Спрощений варіант прапора Придністров'я без радянської символіки

В 1990-х роках всюди використовували прапор без радянської символіки. Після офіційного затвердження державної символіки ПМР обов'язковим стало використання прапора із серпом, молотом та зіркою (лише з одного боку). Проте закон допускає використання спрощеної версії прапора у неофіційних випадках (тобто поза органами влади і управління). Спрощена версія відрізняється відсутністю серпа, молота і зірки на верхній смузі прапора, а також необов'язково має відповідати вимогам щодо розміру. Хоча найчастіше використовують типову пропорцію 1:2, іноді трапляється 2:3.

## Інші прапори

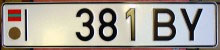
Придністровські автомобільні номери зі спрощеною версією прапора у кутку

Президентський прапор із відношенням сторін 1:1 має вигляд державного прапора із жовтою бахромою та гербом Придністров'я посередині. Сучасну версію прапора було прийнято 18 липня 2000 року на зміну попередньої версії 1997 року.
Військовий прапор має вигляд синього стягу, обрамленого жовтою смугою та з червоним хрестом. Він схожий на військовий прапор Молдови, але на ньому немає державного герба Молдови.
Митний прапор має вигляд зеленого прапора з двома червоними смугами внизу. Середню частину прапора займає символ Державного митного комітету Придністров'я.

## Національний прапор
2009 року члени фракції «Оновлення» внесли на розгляд парламенту прийняття додатково «національного прапора Придністров'я», що збігається із прапором Російської Федерації за винятком пропорційності сторін (1:2 у Придністров'ї замість 2:3 у Росії). Також на прапорі пропонують розмістити якийсь із символів ПМР.
На думку ініціаторів законопроєкту, національний прапор повинен служити символом єднання багатонаціонального придністровського народу, що знаменує спільну історію Придністровської Молдавської Республіки та Російської Федерації. Білий колір символізує благородність і відвертість, синій — вірність і чесність, а червоний — мужність та велокодушність. Таким же чином трактували символіку Прапора Царя Московського.
Передбачають, що національний прапор будуть розміщувати на будинках держустанов республіки поряд із державним.